# Número de la Comunitat Europea
Un número de la Comunitat Europea (número CE) és un identificador únic de set dígits que s'assigna a les substàncies per a fins de regulació en la Unió Europea per la Comissió Europea. L'anomenat Inventari CE comprèn tres inventaris individuals: EINECS, ELINCS i la les llista NLP.

## Estructura
El número CE pot ser escrit en una forma general com: NNN-NNN-R, en la qual R és un dígit de control i N representen enters. El dígit de control es calcula utilitzant el mètode ISBN. D'acord amb aquest mètode, el dígit de control R és la següent suma mòdul 11:
{\displaystyle R=(N_{1}+2N_{2}+3N_{3}+4N_{4}+5N_{5}+6N_{6})\mod 11}
Si la resta R és igual a 10, aquesta combinació de dígits no s'utilitza per a un número CE. Per il·lustrar, el número CE de la dexametasona és 200-003-9. N1 és 2, de N₂ fins N₅ són 0, i N₆ és 3.
{\displaystyle {\frac {2+2\!\times \!0+3\!\times \!0+4\!\times \!0+5\!\times \!0+6\!\times \!3}{11}}={\frac {20}{11}}=1+{\frac {9}{11}}}
La resta és 9, que és el dígit de control.